# Jean Rogers
Jean Rogers (25 de março de 1916 – 24 de fevereiro de 1991) foi uma atriz estadunidense que atuou em seriados nos anos 1930 e em filmes B nos anos 1940. Ela é muito lembrada por ter interpretado a personagem Dale Arden nos seriados Flash Gordon (1936) e Flash Gordon's Trip to Mars (1938). Atuou em 56 filmes entre 1933 e 1951.

## Início da carreira
Rogers nasceu Eleanor Dorothy Lovegren em Belmont, Massachusetts, filha de um imigrante de Malmö, Suécia. Ela desejava estudar arte, mas em 1933 venceu um Concurso de beleza patrocinado pela Paramount Pictures, o que a levou à sua carreira em Hollywood.
Seu primeiro filme, em que não foi creditada, foi Footlight Parade (Belezas em revista), em 1933, para a Warner Brothers, em que foi uma garota do coro. Rogers estrelou diversos seriados da Universal Pictures entre 1935 e 1938, incluindo Ace Drummond e Flash Gordon.

## Flash Gordon
Rogers assumiu o papel de Dale Arden nos dois primeiros seriados sobre Flash Gordon. Buster Crabbe e Rogers personificaram perfeitamente o herói e a heroína no primeiro seriado Flash Gordon, e a beleza de Rogers, com seu longo cabelo loiro e trajes reveladores, encantou os espectadores. O malévolo "Ming o Impiedoso" (Charles B. Middleton) a cobiçava, e Flash Gordon foi forçado a resgatá-la em várias situações. Enquanto filmava o seriado em 1937, seu traje pegou fogo e ela sofreu queimaduras em suas mãos. Crabbe sufocou o incêndio enrolando um cobertor sobre ela.
No primeiro seriado, Dale competia com a Princesa Aura (Priscilla Lawson) pela atenção de Flash Gordon. A personagem de Rogers era frágil, pequena e totalmente dependente do Flash Gordon para a sua sobrevivência; em contrapartida, a Princesa Aura era dominadora, independente, voluptuosa, conivente, manhosa, ambiciosa e determinada a fazer o Flash sua propriedade. No segundo seriado, Flash Gordon's Trip to Mars, Jean Rogers ostentava um olhar totalmente diferente, com cabelos escuros e usa o mesmo traje em cada episódio. Rogers amadurecera após o primeiro seriado, e não há nenhuma conotação sexual. Rogers disse ao escritor Richard Lamparski que não estava ansiosa para fazer o segundo seriado e pediu a seu estúdio para dispensá-la do terceiro.

## Carreira

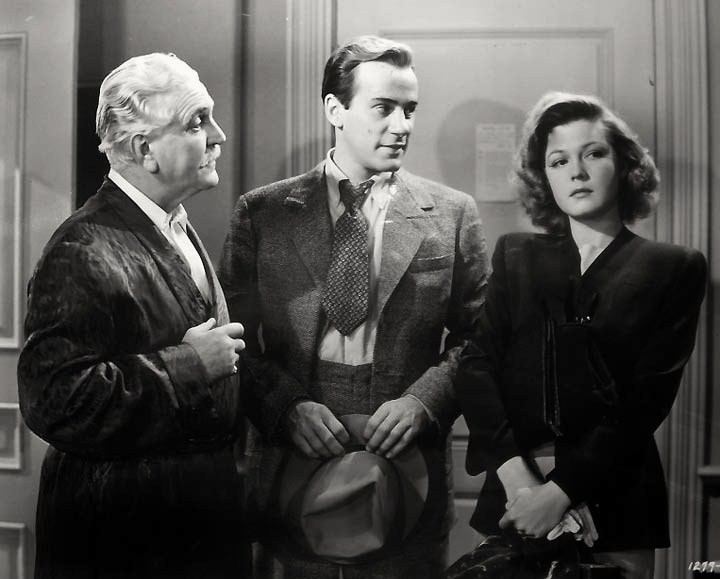
Jean Rogers ao lado de Frank Morgan e Richard Carlson em A Stranger in Town, filme de 1943.

Apesar de estrelar seriados, Rogers sentira que não iria melhorar a sua carreira, a menos que participasse de longa-metragens. Ela se descobriu entediada quando trabalhava em seriados, e durante os anos 1940, Rogers não mais atuou neles, mas sim em filmes, incluindo A Stranger in Town, Backlash e Speed to Spare. Ela estava descontente, porém, com os estúdios, possivelmente porque foi rebaixada para filmes-B, com salários mais baixos, e decidiu trabalhar como freelancer com empresas como a 20th Century Fox e Metro-Goldwyn-Mayer.
O casamento de Rogers com Dan Winkler, em 1943, a levou a ser descartada pela Metro-Goldwyn-Mayer, e continuou como freelancer até se aposentar em 1951. Por ter atuado aprincipalmente em filmes de baixo orçamento, nunca foi uma estrela.
Sua última aparição foi em um papel coadjuvante no filme de suspense The Second Woman, feito em 1950 pela United Artists. Ela morreu em Sherman Oaks, Califórnia, aos 74 anos em 1991, após uma cirurgia.

## Filmografia seleta
- Footlight Parade (1933)
- Eight Girls in a Boat (1934)
- Manhattan Moon (1934)

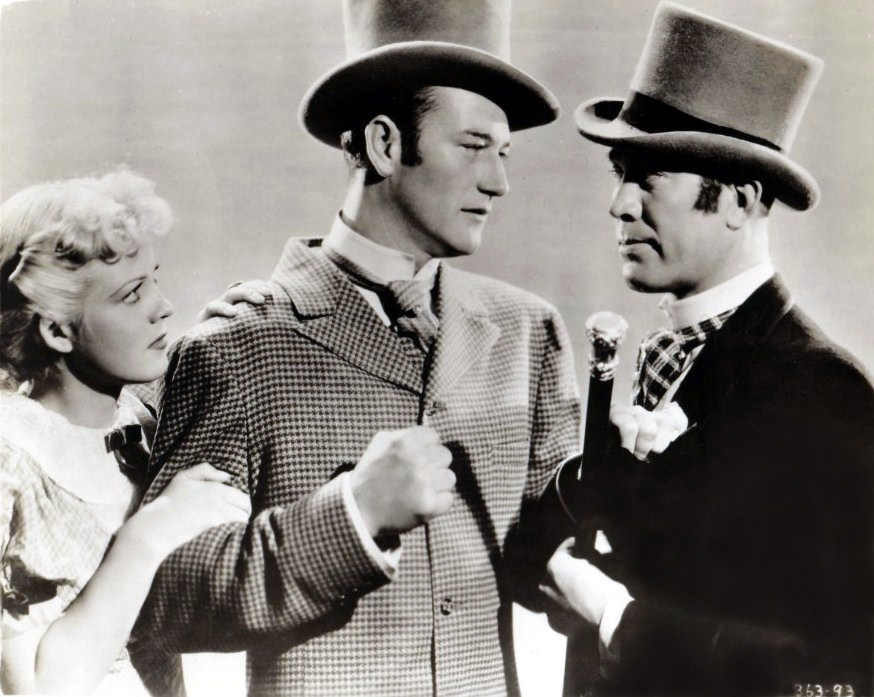
Jean Rogers ao lado de John Wayne e Ward Bond em Conflict, filme de 1936.

- Tailspin Tommy in the Great Air Mystery (seriado, 1935)
- The Adventures of Frank Merriwell (1936 serial)
- Flash Gordon (1936)
- My Man Godfrey (1936)
- Ace Drummond (1936)
- Conflict (1936)
- Night Key (1937)
- When Love is Young (1937)
- Secret Agent X-9 (1937)
- Always in Trouble (1938)
- Flash Gordon's Trip to Mars (1938)
- Heaven with a Barbed Wire Fence (1939)
- Brigham Young (1940)
- Charlie Chan in Panama (1940)
- Viva Cisco Kid (1940)
- Design for Scandal (1941)
- The War Against Mrs. Hadley (1942)
- Swing Shift Maisie (1943)
- Whistling in Brooklyn (1943)
- Hot Cargo (1946)
- Gay Blades (1946)
- Backlash (1947)
- Speed to Spare (1948)
- Fighting Back (1948)
- The Second Woman (1951)
- Spaceship to the Unknown (seriado editado, 1966)
- Deadly Ray from Mars (seriado editado, 1966)